# Injuidi

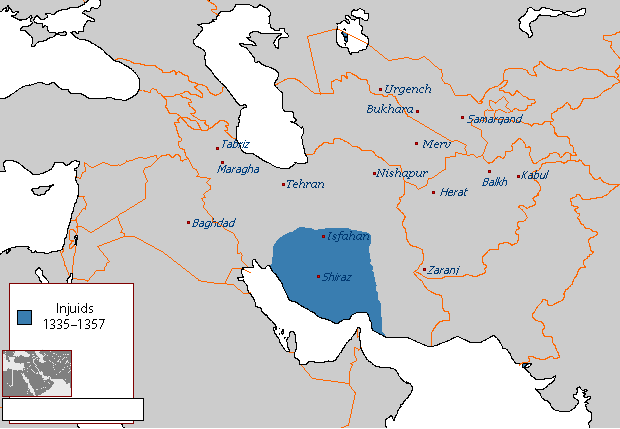
Domini injuidi al momento della loro massima ampiezza

Il Casato di Inju (Injuidi o Inju'idi) fu una dinastia islamica sunnita persiana che giunse al potere a Shīrāz e a Iṣfahān nel corso del XIV secolo. I suoi membri divennero de facto governanti indipendenti nel periodo successivo alla disgregazione dell'Ilkhanato, fino al loro crollo nel 1357.

## Durante l'Ilkhanato
Gli Injuidi assunsero il controllo di pareti dell'Ilkhanato, essenzialmente del Fārs, nel 1304 agli esordi del regno dell'Īlkhān Öljeitü. L'Īlkhān aveva incaricato Sharaf al-Dīn Maḥmūd Shāh del controllo degli injü. Sharaf al-Dīn Maḥmūd si dice discendesse da Khwāja ʿAbd Allāh Anṣārī, un sufi di Herat (Grande Khorasan) dell'XI secolo.
Dal 1325 Sharaf al-Dīn Maḥmūd aveva ottenuto il controllo pressoché assoluto della regione, grazie anche ai figli che egli aveva destinato a governare le province del sud. 
Nel 1334, verosimilmente per le grandi ricchezze accumulate nel suo incarico di percettore delle imposte, il successore di Öljeitü, Abū Saʿīd, volle sostituire Sharaf al-Dīn Maḥmūd. Questi ordì allora un complotto contro il suo rivale e, con i suoi sostenitori, lo inseguì fin dentro il palazzo di Abū Saʿīd in cui questo s'era rifugiato. Abū Saʿīd, furioso, fece allora incarcerare i complottatori, ognuno in una diversa fortezza: Sharaf al-Dīn Maḥmūd a Isfahan, nella fortezza chiamata Tabarak (fortezza benedetta) e suo figlio primogenito Jalāl al-Dīn Masʿūd nei possedimenti anatolici (Rūm).
 
Salvo Sharaf al-Dīn Maḥmūd e suo figlio, i condannati restarono in prigione fino alla morte di Abū Saʿīd. Invece i due injuidi uscirono rapidamente dal carcere per l'intervento del loro protettore a corte, il visir Ghiyāth al-Dīn Muḥammad, che era già intervenuto per evitar loro la pena capitale. Chi doveva sostituire Sharaf al-Dīn Maḥmūd a Shīrāz non poté rallegrarsi a lungo di avere campo sgombro per il suo incarico, in quanto Ghiyāth al-Dīn Kay-Khusraw, figlio minore di Sharaf al-Dīn Maḥmūd, ne impedì l'assunzione della carica e, all'annuncio della morte di Abū Saʿīd, lo rispedì senz'altro a Soltaniyeh, mentre suo padre Sharaf al-Dīn Maḥmūd poteva assumere il titolo di Maḥmūd Īnjū Shāh.

## Indipendenza
Con la morte di Abū Saʿīd nel 1335, Arpa Keʾūn salì sul trono ilkhanide e mandò subito a morte Sharaf al-Dīn. Due dei figli di Sharaf al-Dīn (Amīr Jalāl al-Dīn Masʿūd Shāh, che fuggì presso Hasan-e Bozorg, e lo sceicco Abū Isḥāq che trovò ospitalità presso l'emiro ʿAlī Pādishāh, l'uomo forte dell'Ilkhanato) uscirono dalla scena, mentre Kay-Khusraw affermava la propria autorità a Shīrāz. Quando Arpa Keʾūn fu catturato dai rivoltosi, fu spedito da Masʿūd Shāh che lo fece uccidere. Masʿūd Shāh agiva allora in veste di visir dell'Ilkhan-fantoccio Muhammed Khan e quando anche questi fu ucciso, tornò a Shīrāz. I due fratelli entrarono subito in competizione, fin quando la morte di Kay-Khusraw non mise fine alla competizione per il potere (1338/9).
Masʿūd Shāh dovette rapidamente fronteggiare varie sfide. Un anno dopo la morte di Kay-Khusraw, un quarto figlio di Sharaf al-Dīn, Shams al-Dīn Muḥammad scampò al carcere di Qalʿa-ye Safʿid riservatogli dal fratello, dandogli l'opportunità di trovare ospitalità presso i Chupanidi. Shams al-Dīn, col chupanide Pīr Ḥosayn, marciò su Shīrāz, che fu da loro conquistata, mentre Masʿūd Shāh fuggiva in Luristan. Pir Hosayn, tuttavia, assassinò Shams al-Dīn ma questo atto gli inimicò il favore popolare, tanto da costringere anche lui alla fuga dalla città. Pīr Ḥosayn riconquistò peraltro Shīrāz l'anno successivo mentre Masʿūd Shāh tentò di avvantaggiarsi dello scontro tra i Chupanidi alleandosi con Yagi Basti per riprendere la città, che nel frattempo era caduta nelle mani di Abū Isḥāq. A lui Pīr Ḥosayn aveva assegnato il governo di Iṣfahān ma, non soddisfatto appieno, si prese anche Shīrāz. Quando Yagi Basti uccise in quello stesso anno Masʿūd Shāh, Abū Isḥāq si trovò a essere l'unico figlio di Sharaf al-Dīn a essere sopravvissuto. Egli strappò Shīrāz a Yagi Basti nel marzo del 1343.

## Caduta degli Injuidi sotto Abū Isḥāq
Il fine di Abū Isḥāq era quello di conquistare Kerman e per questo intraprese spedizioni contro i Muzaffaridi, agli ordini di Mubāriz al-Dīn Muḥammad. La rivalità tra i due si espresse nella campagna militare avviata contro la città muzaffaride di Yazd tra il 1350 e il 1351. Per tutta risposta, Mubāriz al-Dīn invase a sua volta il Fars nel 1352. Dopo aver sconfitto gli Injuidi in battaglia, egli pose l'assedio a Shīrāz nel 1353. Abū Isḥāq, che stava perdendo sempre più lucidità a capacità di raziocinio, ordinò lo sterminio di due quartieri della città per ripulirli dai pretesi "traditori". Il capo di un altro quartiere, temendo per la popolazione, consegnò le chiavi della porta che consentiva l'accesso al quartiere murato al figlio di Mubāriz al-Dīn, Shāh Shujāʿ. Abū Isḥāq fu costretto alla resa ma riuscì a scappare e tornò verso Isfahan con l'aiuto dei Jalayridi. Mubāriz al-Dīn tuttavia assediò anche Isfahan e la espugnò nel 1357. Abū Isḥāq si dovette arrendere ancora una volta e fu spedito a Shiraz, dove fu passato per le armi.
Le terre injuidi caddero allora nelle mani dei Muzaffaridi, che le avrebbero conservate fino all'arrivo devastante di Tamerlano, quaranta anni più tardi.

## Governanti injuidi
- Sharaf al-Dīn Maḥmūd Shāh (1304–1325)
- Amīr Ghiyāth al-Dīn Kay-Khusraw (1336–1338/9)
- Amīr Jalāl al-Dīn Masʿūd Shāh (in opposizione a Kay-Khusraw) (c. 1338 – c. 1342)
- Shams al-Dīn Muḥammad (in opposizione a Masʿūd Shāh) (1339)
- sceicco Abū Isḥāq Jamāl al-Dīn (c. 1343–1357)